# Gregory Blaxland
Gregory Blaxland (17 de junho de 1778 – 1 de janeiro de 1853) foi um fazendeiro pioneiro e explorador inglês na Austrália, conhecido principalmente por ter iniciado e co-liderado a primeira travessia bem-sucedida das Montanhas Azuis por colonos europeus.

## Primeiros anos

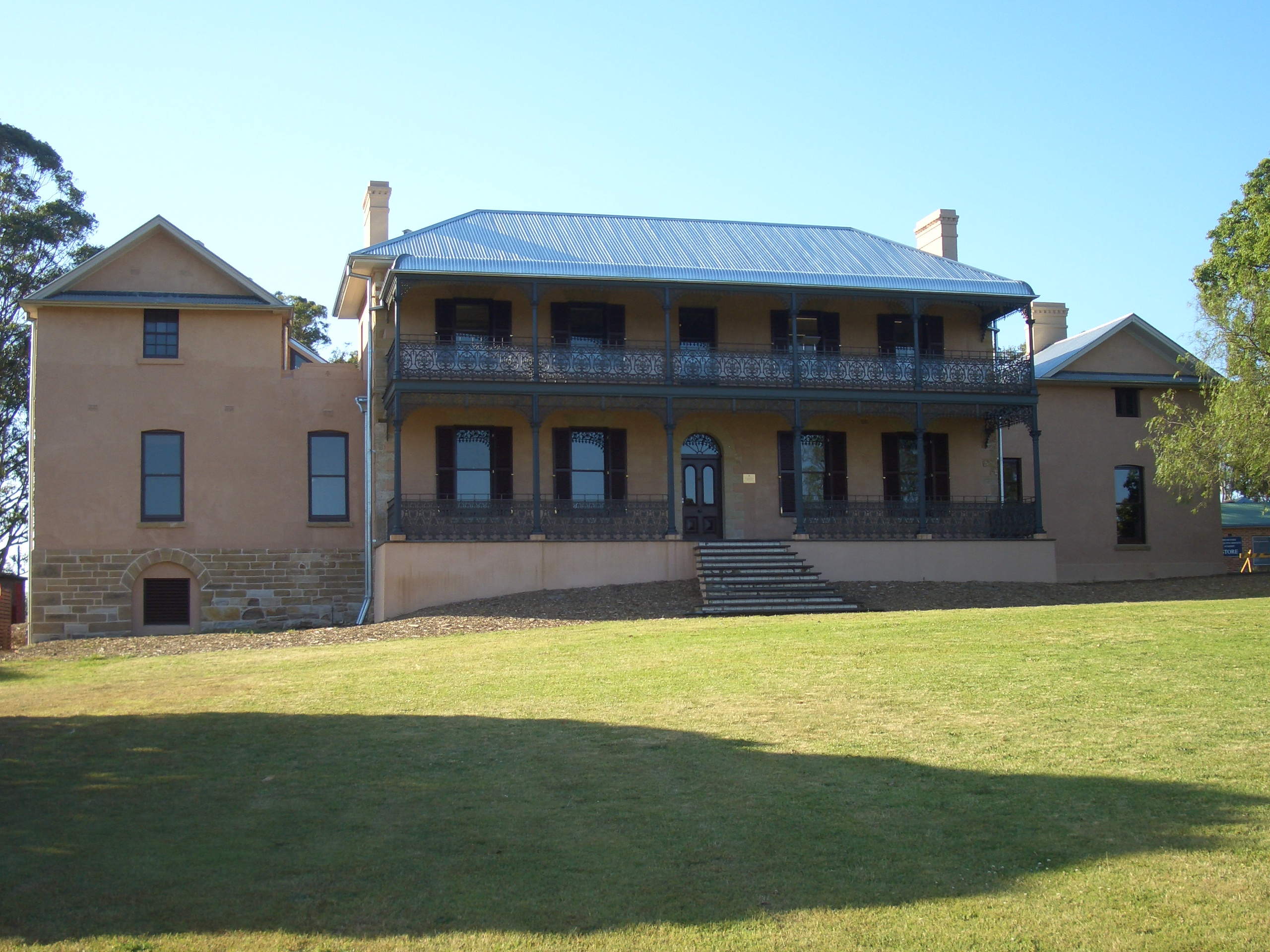
Casa Brush Farm em Eastwood, construída por Blaxland

Gregory Blaxland nasceu em 17 de junho de 1778 em Fordwich, Kent, Inglaterra, sendo o quarto filho de John Blaxland, prefeito entre 1767 e 1774, cuja família possuía propriedades na região havia gerações, e Mary, filha do Capitão Parker, da Marinha Real. Gregory estudou na The King's School, Canterbury. Em julho de 1799, na igreja de St George the Martyr, casou-se com Elizabeth, de 20 anos, filha de John Spurdon; o casal teve cinco filhos e duas filhas.
Os Blaxland eram amigos de Sir Joseph Banks, que parece ter influenciado fortemente a decisão de Gregory e seu irmão mais velho, John, de emigrar para a Austrália. O governo lhes prometeu terras, servos condenados e passagens gratuitas, conforme a política de incentivar "colonos de responsabilidade e capital". Deixando John encarregado de vender as propriedades em Kent, Gregory partiu no navio William Pitt em 1 de setembro de 1805, com a esposa, os três filhos então vivos, dois criados, um capataz, algumas ovelhas, sementes, abelhas, ferramentas, mantimentos e roupas.
A família chegou a Sydney em 1 de abril de 1806, onde Blaxland vendeu muitos de seus produtos com bom lucro, comprou oitenta cabeças de gado para entrar no comércio de carne, localizou 2 000 acre(s)s (810 ha) de terra em St Marys e recebeu a promessa de quarenta servos condenados. Pouco depois, comprou também 450 acre(s)s (180 ha) na Brush Farm (perto de Eastwood) de D'Arcy Wentworth por £ 1500, e iniciou um processo judicial contra o comandante do William Pitt. Um novo lote de 2 280 acre(s)s (920 ha) foi-lhe concedido para uma fazenda em South Creek.

## Expedição às Montanhas Azuis
No início de 1813, Blaxland, que precisava de mais pastagens, obteve a aprovação do governador Lachlan Macquarie para uma tentativa de cruzar a Grande Cordilheira Divisória, conhecida como Montanhas Azuis, seguindo as cordilheiras em vez de seguir os rios e vales. Ele garantiu a participação de William Lawson e William Charles Wentworth na expedição, que foi bem-sucedida (embora a expedição não tenha chegado a cruzar as montanhas) e permitiu que os colonos acessassem e usassem as terras a oeste das montanhas para a agricultura. A travessia levou 21 dias e apenas 6 dias para retornar.
Em fevereiro de 1823, Blaxland publicou seu Journal of a Tour of Discovery Across the Blue Mountains (Londres, 1823), no qual escreveu:
"Na terça-feira, 11 de maio de 1813, o Sr. Gregory Blaxland, o Sr. William Wentworth e o Tenente Lawson, assistidos por quatro criados, com cinco cães e quatro cavalos carregados de provisões, munições e outras necessidades, deixaram a fazenda do Sr. Blaxland em South Creek, com o propósito de tentar efetuar uma passagem pelas Montanhas Azuis ..."
Como reconhecimento pelo feito, os três exploradores receberam de Macquarie 1 000 acre(s)s (400 ha) de terra a oeste das montanhas.

## Outras atividades
Blaxland também é lembrado como um dos primeiros colonos a plantar uvas para produção de vinho. Nos anos seguintes, dedicou-se à vinicultura. Ele havia trazido videiras do Cabo da Boa Esperança e encontrou uma espécie resistente à praga.

Seus diários mostram que ele compreendia bem a escala necessária para tornar rentáveis as atividades agropecuárias na Austrália. Em 1814, como muitos outros à beira da insolvência devido à seca e à crise econômica, tentou convencer o governador Macquarie a aprovar um plano de exploração do interior por uma grande companhia agrícola, similar à futura Australian Agricultural Company da década de 1820. Como Macquarie não aprovou o projeto nem permitiu que Blaxland tivesse terras no interior, ele precisou vender seu rebanho e uniu-se à oposição ao governador, criticando duramente sua administração ao comissário John Thomas Bigge em 1819.

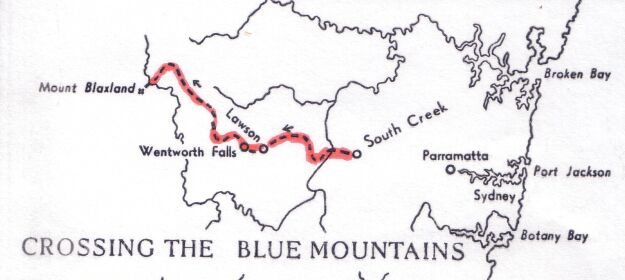
Exploração de Blaxland, Lawson e Wentworth

Em 1822, Blaxland viajou à Inglaterra levando uma amostra de seu vinho. Em fevereiro de 1823, publicou seu Diário de uma viagem de descoberta através das Montanhas Azuis. No mesmo ano, foi premiado com a medalha de prata da Royal Society of Arts pelo vinho levado a Londres.

## Últimos anos
Sua esposa faleceu em dezembro de 1826. Em janeiro de 1827, foi eleito em reunião pública, com outros dois, para apresentar uma petição ao governador Darling pedindo a extensão à colônia do "Julgamento por júri" e da "Tributação com representação". Ainda contrário ao governo, retornou à Inglaterra levando nova petição em favor do júri e de alguma forma de governo representativo, além de novas amostras de vinho, pelas quais recebeu a medalha de ouro da Royal Society of Arts em 1828.
Ele também peticionou com sucesso ao Colonial Office para obter isenção da tarifa de importação de conhaque utilizado na produção de vinho. De temperamento instável, Blaxland dedicou-se quase exclusivamente aos seus interesses agrícolas e vinícolas.
Após as mortes prematuras de seus dois filhos mais novos, da esposa e de outros entes próximos, Blaxland mergulhou em profunda tristeza. Cometeu suicídio em 1 de janeiro de 1853, em Nova Gales do Sul, sendo sepultado no cemitério All Saints em Parramatta.
Seu filho John tornou-se um empresário de destaque e foi nomeado para o Conselho Legislativo de Nova Gales do Sul, onde serviu de 1863 até sua morte em 1884.

## Publicações
- A Journal of a Tour of Discovery Across the Blue Mountains, 1823[1]
- Wine from New South Wales, 1828

## Reconhecimento

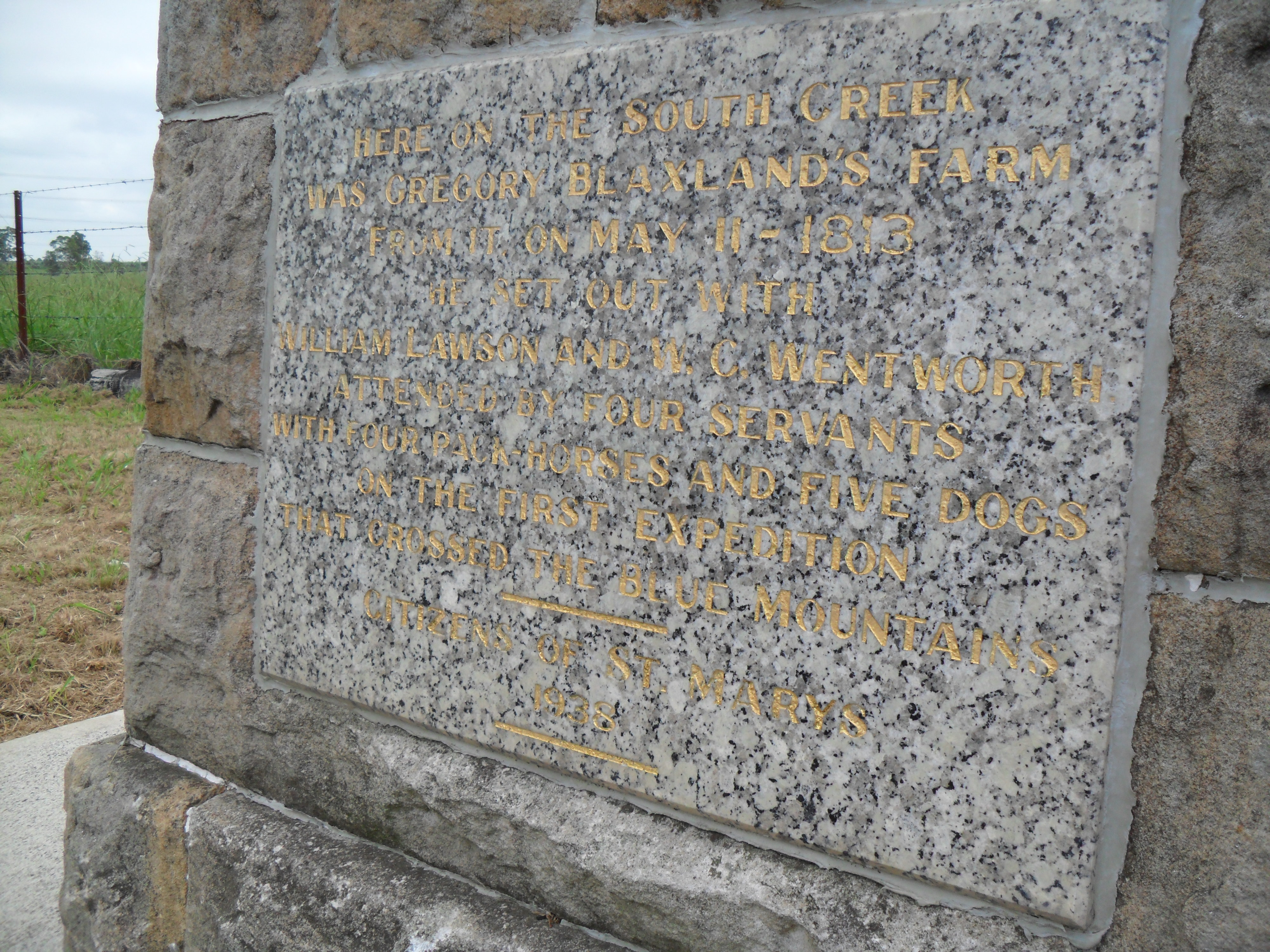
Memorial a Blaxland, Wentworth e Lawson, Luddenham Road

- A cidade de Blaxland nas Montanhas Azuis leva seu nome, assim como a Divisão Eleitoral Australiana de Blaxland.
- O Blaxland Creek corre próximo ao local de sua concessão de terras em Sydney.
- As avenidas Gregory, Blaxland, Lawson e Wentworth estão presentes no subúrbio de Frankston, Melbourne.[13]
- Rua Blaxland
  - Eastwood
  - Wentworth Falls

Em 1963, foi homenageado, junto com Lawson e Wentworth, em um selo postal emitido pela Australia Post com imagem da travessia das Montanhas Azuis.